# Bulbophyllum pachyrachis
Bulbophyllum pachyrachis là một loài thực vật có hoa trong họ Lan. Loài này được (A.Rich.) Griseb. mô tả khoa học đầu tiên năm 1864.